# Grizzly Man
Grizzly Man ist ein kritischer Dokumentarfilm von Werner Herzog über den Tierschützer Timothy Treadwell, der 13 Sommer lang mit Grizzlybären in Alaska zusammengelebt hatte. Treadwell und seine Freundin Amie Huguenard wurden Anfang Oktober 2003 außerhalb ihres Zeltes von einem Bären angefallen, getötet und teilweise gefressen.

## Handlung
Der Film besteht zu erheblichem Teil aus Timothy Treadwells einzigartigem Videomaterial, das während der letzten fünf Jahre entstanden war und fast hundert Stunden umfasst. Treadwell ist in diesen Aufnahmen häufig selber zu sehen.
Die Naivität des Mannes, der die Bären als geradezu seinesgleichen verstehen wollte, ihnen Namen gab, persönliche liebevolle Beziehungen aufnahm, der auch den ihn „begleitenden“ Teddybär seinem Publikum vorstellte, kontrastiert Herzog durch Interviews mit Personen aus Treadwells Umfeld wie dem Buschpiloten Willy Fulton, der jahrelang den Filmer ein- und ausgeflogen und die Parkaufsicht alarmiert hatte, als er am 6. Oktober das Paar abholen sollte, stattdessen aber den Bären an einer offenen Leiche vorfand. Zu Wort kommen weiter der Gerichtsmediziner, Treadwells Eltern, Jewel Palovak und andere Personen aus dem Freundeskreis. 
Timothy Treadwell wollte aller Welt die Schutzbedürftigkeit der Tiere zeigen und Bärenjagd verhindern – auch um den Preis seines Lebens, wie er immer wieder erklärt. Während des Winters jobbte er zeitweise im Gastgewerbe, hielt aber auch mit seinen Videos kostenlose Vorträge, beispielsweise in Schulen, hatte ein Buch verfasst, war zuletzt prominent und auch bei David Letterman zu Gast.
Auch die letzte Phase der letzten Expedition ist dokumentiert. Beispielsweise zeigt eine ungewöhnlich lange Einstellung, gedreht am Tag vor dem tödlichen Angriff, einen alten Bären beim Tauchen nach Lachskadavern. Der Kommentar in Herzogs Film besagt, dass dieses Tier, das dem Filmer unbekannt war und das Areal erst nach Abzug der „befreundeten“ Bären aufgesucht hatte, vermutlich nicht mehr kräftig genug zum Jagen war. Möglicherweise zeigt die Aufnahme den etwa 28-jährigen Bären „141“, in dessen Verdauungstrakt wenig später Leichenteile und Fetzen der Kleidung der beiden Abenteurer gefunden wurden.
Herzog zeigt sich zutiefst fasziniert von diesem Grenzgänger, dessen Filmarbeit, die „weit über die Grenzen des Naturfilms hinausgehe“ er höchsten Respekt zollt, zeigt aber auch Sequenzen, in denen Treadwell sich vor der eigenen Kamera maßlos über Personen entrüstet, die in seine Nähe und damit in die Nähe der Bären kommen. Einen Smiley, den ein Besucher in der Nähe des Lagers auf einen Stein gemalt hatte, oder die Kurzmitteilung Hi Timothy. See you summer 2001. auf einem Ast nennt er „mögliche Todesdrohung“. Die Parkverwaltung, deren Vorschriften er laufend verletzt, wird zum Feindbild. Herzog nimmt diese Clips als Indiz für zumindest zeitweiligen Verfolgungswahn. 
Dass sein Lager und sein Aufenthalt in unmittelbarer Nähe der Bären jegliche für Besucher nötigen Sicherheitsregeln verhöhnt, gesteht Treadwell auch selbst ein (in offenem Gelände sind hundert Yards Mindestabstand einzuhalten, erfährt man im Film). Dass das jährliche letzte Lager im „Grizzlylabyrinth“, in dem er umkam, wegen des dichten Erlengebüschs das allergefährlichste war, wusste er.
Dass Treadwell sich zum „einsamen Rufer“ stilisiert, bemängelt Herzog ebenfalls: Seine Selbstdarstellungsauftritte wiederholt er bis zu fünfzehnmal, während die jeweiligen Begleiterinnen, die mitunter auch die Kamera führen, kaum je im Bild aufscheinen und nie erwähnt werden. Weiter widerspricht er Treadwells Auffassung, die in den Gesichtern der Tiere Ausdruck, sogar Gefühl, erkennen will – Herzog lässt bloß gelten, was er „auf bloßes Überleben ausgerichteten Instinkt“ nennt. Er kontrastiert Treadwells Versuch, selbst Teil der Grizzly-Welt zu werden, mit Kommentaren von Sven Haakanson Jr., Ureinwohner und Direktor des Alutiiq Museum, und dem Bärenforscher Larry Van Daele. Ersterer spricht Treadwell mangelnden Respekt vor den Grizzlys zu, was den Tod zweier Menschen und zweier Bären verursacht und Treadwells Mission letztlich geschadet habe. Letzterer befürwortet den kontrollierten Abschuss von Bären.
Treadwells Kamera erfasst auch den Tod des Paares, allerdings bloß als Audioaufzeichnung: Amie Huguenard hatte vergessen oder keine Zeit mehr gehabt, den Deckel vom Objektiv zu nehmen. 
Herzog, der beim Abhören dieser Tonaufnahme gezeigt wird, beschreibt, wie ihn der verzweifelte Überlebenskampf so sehr erschüttert, dass er die Aufzeichnung nicht in seinen Film nimmt: Der den Tod erwartende Treadwell fordert seine Freundin auf, davonzulaufen. Stattdessen versucht die Frau, die vor Bären stets Angst hatte und die Treadwell noch kurz zuvor wegen seiner Todessehnsucht zu verlassen gedroht hatte, den Grizzly mit einer Bratpfanne abzuwehren. Nahezu unerträglich sind laut Herzog Amie Huguenards letzte aufgezeichnete Schreie. Das Band endet, bevor sie von dem Bären getötet wird. Der verzweifelte Kampf hatte rund sechs Minuten lang gedauert. Der Erbin des Bandes, Jewel Palovak, legt er nahe, es zu vernichten, ohne es abzuhören, was sie verspricht.
Herzog sieht die wirkliche Bedeutung von Treadwells filmischem Lebenswerk weniger in der Dokumentation der Tierwelt als im Einblick in die menschliche Psyche, wie er am Ende seines Films sagt.

## Kritik
Grizzly Man wurde von den meisten Kritikern gelobt. Die Rezensionssammlung Metacritic zählt 35 Kritiken, von denen 34 positiv ausfallen, und vergibt 87 von 100 möglichen Punkten. Von den 136 von Rotten Tomatoes ausgewerteten Kritiken fallen 93 % positiv aus. Zusammenfassend heißt es dort: „Zu welcher Meinung man auch immer über den obsessiven Treadwell kommen mag, Werner Herzog hat wieder einmal ein faszinierendes Thema gefunden.“
Auf Kritik stieß der Film bei Nick Jans, dem Autor des Buches The Grizzly Maze („Grizzlylabyrinth“ nannte Treadwell das von Bärenpfaden durchquerte Erlengestrüpp am Oberen Kafliasee, wo er ums Leben kam). Jans bemängelt etwa Herzogs Auswahl aus Treadwells Videomaterial, die er tendenziös nennt und widerspricht der dadurch plausiblen „möglichen Geisteskrankheit“. Zudem schade Herzogs Film den Bären, indem er den Hype des Bear Viewing weiter beschleunige und noch mehr Touristen im Bärengebiet anziehe.

## Auszeichnungen und Nominierungen

### Auszeichnungen
- 2006: Chicago Film Critics Association Award in der Kategorie Bester Dokumentarfilm
- 2006: DGA Award in der Kategorie Outstanding Directorial Achievement in Documentary für Werner Herzog
- 2005: Florida Film Critics Circle Award in der Kategorie Bester Dokumentarfilm
- 2006: Kansas City Film Critics Circle Award in der Kategorie Bester Dokumentarfilm
- 2005: Los Angeles Film Critics Association Award in der Kategorie Bester Dokumentarfilm
- 2006: NSFC Award in der Kategorie Bester nicht-fiktionaler Film
- 2005: NYFCC Award in der Kategorie Bester nicht-fiktionaler Film
- 2006: OFCS Award in der Kategorie Bester Dokumentarfilm
- 2005: San Diego Film Critics Society Award in der Kategorie Bester Dokumentarfilm
- 2005: San Francisco Film Critics Circle Award in der Kategorie Bester Dokumentarfilm
- 2005: Alfred P. Sloan Feature Film Prize beim Sundance Film Festival
- 2005: Toronto Film Critics Association Award in der Kategorie Bester Dokumentarfilm

### Nominierungen
- 2006: Nominiert für den Eddie in der Kategorie Bester geschnittener Dokumentarfilm für Joe Bini durch die American Cinema Editors
- 2006: Nominiert für den BFCA Award in der Kategorie Bester Dokumentarfilm durch die Broadcast Film Critics Association Awards
- 2005: Nominiert für den Gotham Award in der Kategorie  Bester Dokumentarfilm
- 2006: Nominiert für den Independent Spirit Award in der Kategorie Bester Dokumentarfilm
- 2006: Nominiert für den Großen Preis der Jury in der Kategorie World Cinema - Documentary für Werner Herzog beim Sundance Film Festival

## Sonstiges
Die Musik stammt von Richard Thompson und wurde von ihm teilweise mit der Cellistin Danielle DeGruttola geschaffen. Am Ende des Films singt Don Edwards das Lied Coyotes.